# Organizacija za zabranu kemijskog oružja
Organizacija za zabranu kemijskog oružja (eng. Organisation for the Prohibition of Chemical Weapons (OPCW)) izvršno je tijelo međunarodne Konvencije o kemijskom oružju (tj. Konvencije o zabrani razvijanja, proizvodnje i gomilanja bakteriološkog (biološkog) i oružja otrovnog djelovanja i o njihovu uništenju). Organizacija ima mandat da postigne cilj i namjeru Konvencije, da osigura izvršavanje njenih odredbi i da vrši međunarodnu kontrolu poštovanja odredbi Konvencije. OPCW služi ujedno kao i sastajalište za savjetovanje i suradnju njenih zemalja članica. 2013. godine Organizacija ima 189 zemalja članica. Hrvatska je članica od 1997. godine. OPCW je dobitnica Nobelove nagrade za mir 2013. godine.
Sjedište OPCW-a nalazi se u Den Haagu u Nizozemskoj. 

## Vanjske poveznice
- OPCW Službene stranice